# Karakol (Meteorit)
Koordinaten: 47° 13′ 0″ N, 81° 1′ 0″ O
Karakol (russisch Каракол) ist ein Steinmeteorit mit einem Gewicht von 2,7 kg. Er fiel am 9. Mai 1840 in der Kirgisensteppe auf dem ehemals russischen Territorium des heutigen Gebiets (Oblys) Abai (nach dessen Ausgliederung aus dem Gebiet Ostkasachstan im Jahr 2022). Er hat eine konische, flugorientierte Form.
Die Absturzstelle des Meteoriten im Osten Kasachstans ist nicht identisch mit den Städten Karakol („Schwarze Hand“) und Karaköl („Schwarzer See“) in Kirgisistan.